# 膽 (臟腑)

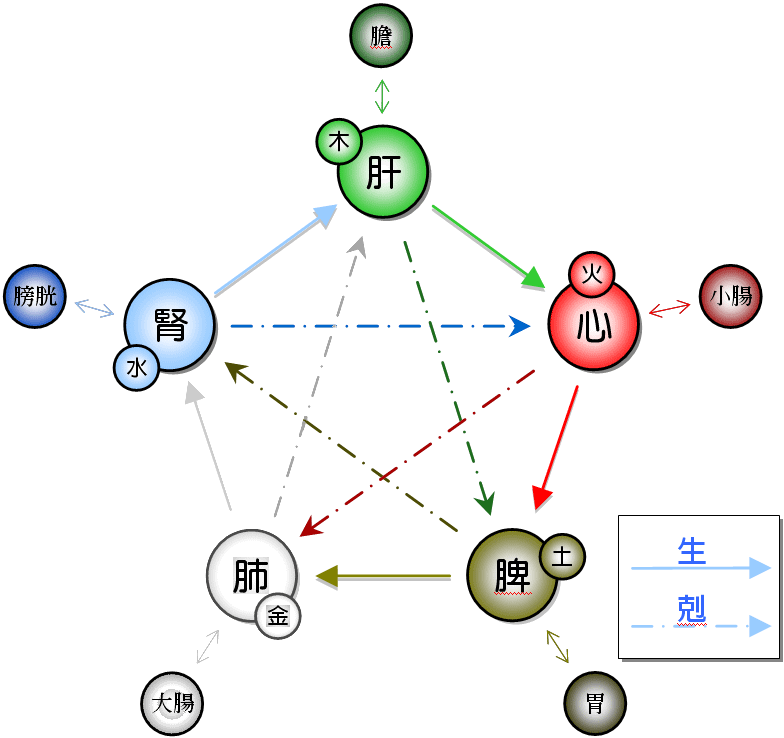
小腸與其他臟腑的生剋關係。

据中医臟象学说，膽与、胃、小腸、大肠、膀胱、三焦合称“六腑”；與「肝」互為表裏。主要功能为貯藏和排泄精汁（膽汁）、主決斷和調節臟腑氣機。
膽與其他腑器不同之處，是不會和食物或排泄物直接接觸，「似腑非腑」，故除了是六腑之一，也是「奇恆之腑」之一。

## 文化
- 「膽」與「肝」互為表裏，關係密切，故有成語「肝膽相照」

## 参看
- 臟象学说（中医理论）

## 外部連結
- 膽囊炎 （页面存档备份，存于） 中藥方劑圖像數據庫 (香港浸會大學中醫藥學院) （中文）（英文）
- 膽石 （页面存档备份，存于） 中藥方劑圖像數據庫 (香港浸會大學中醫藥學院) （中文）（英文）
- 膽汁外溢 （页面存档备份，存于） 中藥方劑圖像數據庫 (香港浸會大學中醫藥學院) （中文）（英文）
- 膽汁返流性胃炎 （页面存档备份，存于） 中藥方劑圖像數據庫 (香港浸會大學中醫藥學院) （中文）（英文）
- 膽 （页面存档备份，存于） 中藥方劑圖像數據庫 (香港浸會大學中醫藥學院) （中文）（英文）